# Штокхаузен, Юлиус
Юлиус Штокхаузен (нем. Julius Christian Stockhausen; 22 июля 1826, Париж — 22 сентября 1906, Франкфурт-на-Майне) — немецкий певец (баритон), хоровой дирижёр и вокальный педагог.

## Биография
Родился в семье Франца Штокхаузена (1792—1868), арфиста, и Маргарет (урождённой Шмук; 1803—1877), певицы (сопрано). Благодаря содействию родителей к 20 годам овладел игрой на фортепиано, органе, скрипке и виолончели.
Окончил Парижскую консерваторию, где занимался у Чарльза Халле и Камиля Стамати (фортепиано) и у Л. Поншара (пение); в 1848—1849 годы совершенствовался у Мануэля Гарсиа в Лондоне.
В 1848 году в Базеле исполнил ораторию «Илия» Мендельсона, в 1849 пел перед королевой Викторией. В 1852—1853 выступал вторым баритоном в придворном театре Мангейма. В 1857—1859 годах пел в «Опера-Комик» (Париж), затем выступал в Кёльне и Лейпциге (в «Сценах из Фауста» Шумана). В 1862—1867 годы работал в Гамбурге, дирижируя концертами Певческой академии и филармонического общества. В 1869—1870 годы выступал как камерный певец в Штутгарте (в 1869 году удостоен звания каммерзенгера королевства Вюртемберг), в 1874—1878 возглавлял Штерновское хоровое общество (Берлин).
В 1878—1880 и 1883—1884 годы преподавал в консерватории Хоха (Франкфурт-на-Майне), в 1879 году там же создал школу пения. В числе его учеников — Йоханнес Мессарт, Карл Перрон, Макс Фридлендер.
Похоронен на кладбище Ольсдорф в Гамбурге.

### Семья
Жена (с 1864) — Клара Тоберенц (нем. Clara Toberentz; 9.2.1842, Берлин — 31.12.1908, Франкфурт-на-Майне). Дети:
- Иоганнес (1877 — ?; назван в честь Иоганнеса Брамса, который по этому случаю прислал крестнику специально написанную колыбельную[8]),
- Юлия (1886—1964), замужем за врачом Йозефом Виртом, сыном немецкого скрипача Эммануэля Вирта; написала биографию отца.

## Творчество
Выступал в концертах с Кларой Шуман, Иоганном Брамсом, Йозефом Иоахимом. Участвовал в исполнении «Страстей по Матфею» Баха (партия Христа), «Немецкого реквиема» Брамса. Репертуар Ю.Штокхаузена как выдающегося интерпретатора немецкой и австрийской песни включал вокальные циклы Ф. Шуберта («Прекрасная мельничиха», «Зимний путь») и песни Брамса (был первым исполнителем многих его песен; специально для Ю.Штокхаузена написаны, например, 15 романсов ор. 33).
Автор методических работ:
- Das Sänger-Alphabet; oder, Die Sprachelemente als Stimm-Bildungsmittel. — Leipzig: B. Senff, 1901. — 29 S. — (1. Ausdr. in: Signale für die musikalische Welt. — Leipzig, 1872)
- Julius Stockhausens Gesangsmethode. — Leipzig: C. F. Peters, [1884]. — 156 S.
- Gesangstechnik und Stimmbildung : mit Vorw. — [Neudr.]. — Leipzig : Peters, [1954]. — 117 S.
- Der Buchstabe G und die sieben Regeln des Herrn H. Dorn… — Frankfurt/M.: Alt & Neumann, 1880.